# Nehawka
Nehawka est un village du comté de Cass, dans l'État du Nebraska, aux États-Unis. En 2020, il comptait une population de 173 habitants.